# Nephrurus deleani
Nephrurus deleani är en ödleart som beskrevs av  Harvey 1983. Nephrurus deleani ingår i släktet Nephrurus och familjen geckoödlor. IUCN kategoriserar arten globalt som starkt hotad. Inga underarter finns listade i Catalogue of Life.